# Mito Loeffler
Pour les articles homonymes, voir Loeffler.
Michel Loeffler dit Mito Loeffler, né le 12 février 1961 à Sierentz (Haut-Rhin) et mort le 6 novembre 2011 à Mulhouse (Haut-Rhin), est un guitariste manouche alsacien.
Il est considéré par certains comme faisant partie de la « troisième génération » des musiciens de jazz manouche.

## Biographie
Né en 1961, il est le fils d'un violoniste réputé de l'époque. C'est avec son père qu'il fait ses premières gammes. À l'âge de 13 ou 14 ans, il commence à se produire sur scène.
Mito Loeffler a quatre enfants : une fille et trois fils dont deux qui suivront ses pas  (Fleco et Zaïti) ainsi qu'un frère (Dorno) qui l'accompagnent à la guitare lors de ses concerts. De 2008 à 2011, il est lors de ses représentations cependant souvent accompagné par Alexandre Friederich et Nicolas Chaboud, deux membres du groupe Swing Belleville, à la guitare rythmique.
Mito Loeffler meurt le 5 novembre 2011 lors d'un transport vers l’hôpital de Mulhouse à la suite d'un malaise cardiaque survenu chez lui, au camp manouche de Zillisheim.

## Discographie
- Mito et son ensemble tzigane (sous le nom de groupe Terno Sinto)
- Jazz manouche Mito (sous le nom de groupe Terno Sinto)
- 2008 : Swing for my friends
- 2009 : Couleur d'Automne
- 2011 : Voyages
- 2011 : Couleurs de Raymond Valli (invité)